# Melloina rickwesti
Melloina rickwesti är en spindelart som beskrevs av Raven 1999. Melloina rickwesti ingår i släktet Melloina och familjen Paratropididae.
Artens utbredningsområde är Panama. Inga underarter finns listade i Catalogue of Life.